# TIROS-N/NOAA
TIROS-N/NOAA (Television InfraRed Operational Satellite - Next-generation/NOAA) は、NASAがTIROSおよびTIROS/NOAAによって蓄積した技術を基に現業利用のために改良した気象衛星プログラムである。NASAは衛星開発と打ち上げ、現業利用はNOAAが担当し、衛星名は「NOAA-(番号)」のように呼称される。
NOAA衛星はNOAA-19が最終号機となり、次世代機としてJPSS(Joint Polar Satellite System)が開発されているが、2017年以降の打上げとなるためギャップを埋めるために2011年10月28日にSuomi NPP(NPOESS Preparatory Project)が打ち上げられた。NPOESS(National Polar-orbiting Operational Environmental Satellite System)は1994年からスタートした計画で、NOAAとアメリカ国防総省(防衛気象衛星計画)の極軌道気象衛星を統合するものであったが、プロジェクト管理が悪かったため2010年にキャンセルされた。結局、別々に衛星を打ち上げることになった(DoDは早朝の軌道に、NOAAは午後に通過する軌道に投入)が、製造に時間がかかるためそのギャップを埋める衛星としてNPPが必要となった。

## 搭載測器

### Advanced Very High Resolution Radiometer (AVHRR)
AVHRRは可視・赤外の放射計で日中・夜間の雲頂と海面における表面温度、植生指数などを求めることが出来る。観測波長は0.58−0.68、0.725−1.1、3.55−3.93、10.30−11.30、11.50−12.50µmの5波長(TIROS-N、NOAA-6搭載の測器は11.50-12.50を除いた4波長)。観測幅は2,700km、空間分解能は1km。

### TIROS Operational Vertical Sounder(TOVS)
気温/水蒸気量の鉛直プロファイルを得ることができるサウンダ。NOAA-15には搭載されていない。

#### TOVS-Stratoshheric Sounding Unit (SSU)
TOVS-SSUは成層圏大気温度垂直分布の観測を目的としている。観測波長は15µm。

#### TOVS-Microwave Sounding Unit (MSU)
TOVS-MSUはマイクロ波を用いた雲を通しての気温鉛直分布の観測を目的としている。観測周波数は50.3、53.7、54.9、57.9GHz。

#### TOVS-High Resolution Infrared Sounder model 2 (HIRS/2)
TOVS-HIRS/2は赤外を用いた高解像度の気温鉛直分布の観測を目的としている。観測波長は14.9から0.69µmまでの20波長。

### Solar Backscatter UltraViolet (SBUV)
SBUVは紫外域の後方散乱を観測し、全球オゾン量を求める。NOAA-9、13に搭載された。観測波長は273.6から339.8nmに12バンド、160−400nm、379.nm。

### Earth Radiation Budget Experiment (ERBE)
ERBEは大気システムと宇宙の間の放射エネルギー交換を全球規模で観測する。NOAA-9、10に搭載された。観測波長は0.2から50µm。

### Advanced Microwave Sounder Unit (AMSU)
AMSUはNOAA-15から搭載されたマイクロ波サウンダ。地球表面から 高度45kmまでの気温プロファイルとカラム水分量(AMSU-A)と地表から高度12kmまでの水蒸気プロファイル(AMSU-B)を観測する。観測周波数はAMSU-Aが23.8GHzから89.1GHzに15バンド、AMSU-Bが89.0GHzから183.31GHzに5バンド。

## 人工衛星リスト
- TIROS-N 1978 - 1981
- TIROS-N/NOAA 6 1978 - 1981
- TIROS-N/NOAA B 1980 軌道投入に失敗
- TIROS-N/NOAA 7 1981 - 1986
- TIROS-N/NOAA 8 1983 - 1985　ここから改良型TIROS-Nへ(保管機を打上げたNOAA 12は除く)
- TIROS-N/NOAA 9 1984 - 1993, 1997 - 1998
- TIROS-N/NOAA 10 1986 - 1991
- TIROS-N/NOAA 11 1988 - 1994, 1997 -
- TIROS-N/NOAA 12 1991 -
- TIROS-N/NOAA 13 1993 打ち上げ後12日目に電源喪失
- TIROS-N/NOAA 14 1994 -
- TIROS-N/NOAA 15 1998 -
- TIROS-N/NOAA 16 2000 - 2015 6月9日、復旧不能な障害のため退役[1]。11月25日、軌道上で分解[2]。
- TIROS-N/NOAA 17 2002 -
- TIROS-N/NOAA 18 2005 -
- NOAA-19 2009 -　NOAA最終号機